# 百子湾站 (铁路)

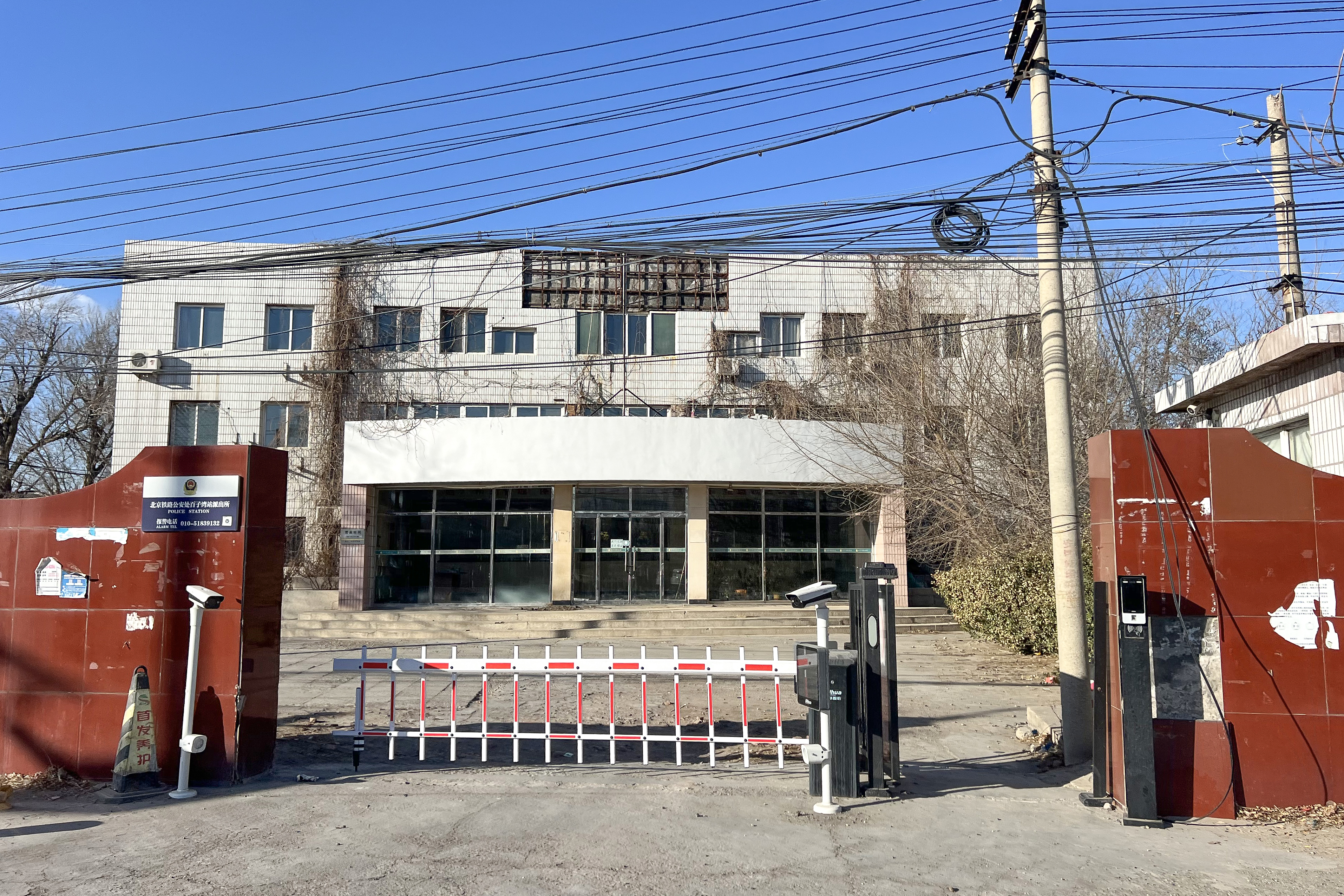
原站房

百子湾站，位于北京市朝阳区王四营地区境内，为二等站。

## 简介
百子湾站建站于1958年。初期是东郊站（后更名为北京东站）向专用线取送车调头线，后来成为北京焦化厂到发车交接线。1959年，东南环线建成一分界点，归属东郊站管辖。1961年成立百子湾中心站。1973年，划归通县西车务段管辖。1979年，百子湾站成为二等站，直属北京铁路分局。
截至1990年代中期，百子湾站占地面积499818平方米，建筑面积21893平方米，设基本站台、货物线、仓库、货场、龙门吊以及装卸机械、联运一条龙服务等站区设施。1979年，双丰线扩能改造工程完工，百子湾站站场从原先的8条线路扩为13条线路，同时货场扩建竣工。1984年，进行了电气化工程施工，1985年12月1日开通投入使用。百子湾站有通往北京焦化厂、北京化工厂以及陶庄、垡头等地各类仓库的数条专用铁路线。从该站南行西折经小红门站、公益庄站、榆树庄站等站通向丰西编组站与丰沙线沟通，北行接东北环线与京包线相通，北行东折经双桥编组站沟通京承线、京哈线，北行西折经北京东站抵北京站。